# Tokyo Electric Power Company
The Tokyo Electric Power Company, Incorporated (東京電力株式会社, Tōkyō Denryoku Kabushiki-gaisha) (TYO: 9501), também conhecida como Toden (東電, Tōden) ou TEPCO, é uma companhia distribuidora de energia elétrica que serve Tóquio e seus arredores. É a maior empresa do setor no Japão.